# Henri Karjalainen
Henri Mikael Karjalainen (ur. 19 lutego 1986 roku) – fiński kierowca wyścigowy.

## Kariera
Henri karierę rozpoczął w roku 2000, od startów w kartingu. W 2004 roku przeszedł do wyścigów samochodów jednomiejscowych, debiutując w Niemieckiej Formule BMW. Starty w niej kontynuował również w kolejnym sezonie. Punktując trzykrotnie, zmagania w niej zakończył na 21. miejscu. W pierwszym podejściu ani razu nie znalazł się w pierwszej dziesiątce.
W sezonie 2006 był czwartym zawodnikiem Azjatyckiej Formuły Renault. W latach 2006–2007 brał udział w Azjatyckiej Formule 3, w której w drugim podejściu sięgnął po tytuł wicemistrzowski (w pierwszym był trzynasty).
W roku 2007 dostał szansę startów w bezpośrednim przedsionku Formuły 1 – serii GP2. W japońskiej stajni BCN Competicion zastąpił na jedną rundę (na tureckim torze Istanbul Park) swojego rodaka Markusa Niemelę. Oba wyścigi zakończył jednak przedwcześnie.
W 2008 roku przeniósł się do Formuły Atlantic. Reprezentując Jensen Motorsport, tylko w jednym wyścigu sięgnął po punkty, zajmując dziesiąte miejsce, w Kanadzie. Jeden punkt dał mu w klasyfikacji 17. lokatę.
W sezonie 2009 zaangażował się w nowo powstałą Formułę 2. W ciągu szesnastu wyścigów, dwukrotnie dojechał na punktowanych lokatach, zajmując w pierwszych wyścigach (w Czechach i Belgii) czwartą i siódmą pozycję. Uzyskane punkty pozwoliły Henriemu zająć w końcowej klasyfikacji 15. lokatę. W tym samym roku Karjalainen wziął udział również w jednej rundzie Szwedzkiego, Fińskiego i Północno-europejskiego Pucharu Formuły Renault oraz Pucharu NEZ tejże kategorii. W każdym z nich osiągnął sukces (z wyjątkiem najbardziej prestiżowego Pucharu NEC), w postaci znalezienia się na podium. Ostatecznie zdobyte punkty pozwoliły Finowi zająć w klasyfikacji generalnej odpowiednio: dwunaste, siódme, dwudzieste trzecie oraz dwudzieste pierwsze miejsce.
Na sezon 2010 Henri zaangażował się w fińską serię wyścigów samochodów sportowych. Uzyskane punkty dały mu 4. lokatę.